# Ребекка Брідс
Ребекка Брідс (англ. Rebecca Breeds, нар. 17 червня 1987, Сідней, Новий Південний Уельс, Австралія) — австралійська акторка. Вона найбільш відома своїми головними ролями Рубі Бактон у мильній опері «Додому і в дорогу» і Кларіс Старлінг у кримінальному драматичному серіалі «Кларисса». Брідс також відома своїми ролями другого плану: Ніколь Гордон телесеріалі «Милі ошуканки» та Аврори де Мартел у третьому сезоні фантастичного надприродного драматичного серіалу «Первородні» і його спін-офф серіалу «Спадок».

## Біографія
Брідс народився в Сіднеї. Вона відвідувала Соборна школа Андрія Первозваного де її зробили капітаном драми.
Протягом шести місяців вона вивчала подвійний ступінь з музики та виконавського мистецтва в Університет Нового Південного Уельсу, але відклала навчання заради ролі в кіно.

## Кар'єра
Брідс почала свою акторську кар'єру з появ у телевізійній рекламі. Вона отримала свою першу головну роль Леї Пойтін в австралійському фільмі «Ньюкасл» 2008 року.
Брідс зіграла Кессі Кометті в телесеріалі «Блакитна хвиля». Саме під час зйомок у серіалі вона успішно пройшла прослуховування на роль Рубі Бактон у серіалі «Додому і в дорогу«, і її перші сцени вийшли в ефір у червні 2008 року. За роль Рубі Брідс отримала дві номінації на премію Logie Award, включаючи найпопулярнішу акторку 2010 року. У червні 2012 року Ерін Міллер з TV Week повідомила, що Брідс зняла свої останні сцени і залишила «Вдома і в гостях» через чотири роки. Акторка востаннє з'явилася в ролі Рубі під час трансляції епізоду 15 серпня 2012 року.
У серпні 2012 року Неллі Андрєєва з Deadline.com оголосила, що Брідс отримав роль Еббі Руссо у фільмі Роба Грінбер «Ми – чоловіки» яка стала її першою роллю на телебаченні в США, однак через низькі рейтинги шоу було скасовано. Брідс також з'являється в боллівудському фільмі хінді 2013 року. У 2015 році Брідс з’явилася в шостому сезоні серіалу «Милі ошуканки» і отримала роль Аврори в серіалі про надприродне «Первородні».
Брідс зіграла наречену Каміллу в мінісеріалі 2016 року Моллі. 19 лютого 2016 року було оголошено, що Брідз зіграє головну роль у «Правах Міранди» , юридичному серіалі про групу юристів, які працюють і живуть разом. На головну героїню Міранду Коул Брідс було обрано після конкурсного прослуховування, однак пілот так і не вийшов в ефір. Брідс грає одну з двох головних ролей у романтичній комедії Бена Елтона «Три літа» 2017 року. Вона також з'являється в художньому фільмі Парто Сен-Гупти 2018 року Слем.
26 лютого 2020 року її взяли на роль Кларіс Старлінг у серіалі CBS «Кларіс» , дія якого розгортається через три роки після подій «Мовчання ягнят». Серіал був схвалений CBS 8 травня 2020 року для телевізійного сезону 2020–2021 років. CBS планувала перенести Кларіс на Paramount+ для другого сезону, але в червні 2021 року було оголошено, що угода «навряд чи» відбудеться. Наприкінці 2021 року Брідс повторила свою роль Аврори де Мартел у 4 сезоні спін-оффу «Спадок. Джилліан Фабіано з E! Онлайн підтвердив, що Брідс матиме постійну роль у серіалі.
Знімає зірки 2023 року у шестисерійному комедійному серіалі Stan Original C*A*U*G*H*T у ролі Джозі Джастіс. Вона також знімається в австралійському художньому фільмі «Острів кенгуру» разом з Еріком Томсоном. Брідс грає актрису Лу Уеллс, яка бореться за життя, яка повертається додому до свого батька на острів Кенгуру. Світова прем'єра фільму відбулася на кінофестивалі в Аделаїді.

## Особисте життя
Брідс почала зустрічатися з колегою по серіалу «Додому і в дорогу» Люком Мітчеллом з 2009 року. Пара оголосила про заручини в травні 2012 року, а в січні 2013 року вони одружилися. У листопаді У 2024 році Брідс оголосила, що чекає первістка., і вони оголосили про народження сина 20 лютого 2025 року.

## Фільмографія
| Рік       |   | Українська назва  | Оригінальна назва   | Роль              |
| --------- | - | ----------------- | ------------------- | ----------------- |
| 2000      | с | Водяні щури       | Water Rats          | роль невідома     |
| 2006—2008 | с | Блакитна хвиля    | Blue Water High     | Кессі Кометті     |
| 2008      | ф | Ньюкасл           | Newcastle           | Леа Пойтін        |
| 2008—2012 | с | Додому і в дорогу | Home and Away       | Рубі Бактон       |
| 2013      | ф | Біжи Мілка Біжи   | Bhaag Milkha Bhaag  | Стелла            |
| 2013      | с | Ми чоловіки       | We Are Men          | Еббі Руссо        |
| 2015—2017 | с | Милі ошуканки     | Pretty Little Liars | Ніколь Гордон     |
| 2015—2016 | с | Первородні        | The Originals       | Аврора Де Мартель |
| 2016      | с | Моллі             | Molly               | Камілла           |
| 2016      | с | Права Міранди     | Miranda's Rights    | Міранда Коул      |
| 2017      | ф | Три літа          | Three Summers       | Кейві             |
| 2017      | с | Відважні          | The Brave           | Меган Джеймс      |
| 2018      | ф | Слем              | Slam                | Саллі             |
| 2019      | с | Кодекс            | The Code            | Скотт Меньйон     |
| 2021      | с | Кларисса          | Clarice             | Кларисса Стерлінг |
| 2021—2022 | с | Спадок            | Legacies            | Аврора Де Мартель |
| 2023      | с | Спійманий         | Caught              | Джозі Джастіс     |
| 2024      | ф | Острів кенгуру    | Kangaroo Island     | Лу Веллс          |